# Spathoschiza debilis
Spathoschiza debilis är en skalbaggsart som beskrevs av Gilbert John Arrow 1902. Spathoschiza debilis ingår i släktet Spathoschiza och familjen Melolonthidae. Inga underarter finns listade i Catalogue of Life.